# Guarayos
Los guarayos son un pueblo indígena guaraní originario de la Amazonia de Bolivia, asentado principalmente en la provincia Guarayos en el departamento de Santa Cruz. 
Los guarayos viven en los municipios de Ascensión de Guarayos, Urubichá, El Puente y San Javier.
Desde la promulgación del decreto supremo n.º 25894 el 11 de septiembre de 2000 el idioma guarayo o guarayu es una de las lenguas indígenas oficiales de Bolivia, ya que fue incluido en la Constitución Política al ser promulgada el 7 de febrero de 2009.
La población que se autoidentificó como guaraya en el censo boliviano de 2001 fue de 5 904 personas. Este número aumentó a 13 621 en el censo de 2012.

## Historia
En la época del Brasil colonial los guarayos habitaban en la margen derecha del río Guaporé, en el actual Mato Grosso de Brasil.
Algunas fuentes citan el posible origen de los guarayos junto con los yuquis, guarasugwes y los sirionós a las entradas guaraníes realizadas desde el Paraguay con Ñuflo de Chaves y otros conquistadores. En 1693 fueron contactados por el padre Cipriano Barace y asentados por los jesuitas en la misión de San Javier de Chiquitos. En 1793 fueron llevados nuevamente a San Javier de Chiquitos por orden del gobernador de Chiquitos Juan Bartelemí.

## Economía
Los guarayos viven de la agricultura (arroz, banana, calabaza, maní, frijoles, frutas cítricas, maíz, mandioca) y de la cría de animales. También practican la caza y la pesca, pero en una escala menor de lo que antiguamente, debido a la pérdida de sus territorios tradicionales, invadidos por criadores de ganado y madereros. También recolectan madera para construir sus casas, y con los frutos de cusí, del cual extraen un aceite que es usado en su alimentación. Recientemente los guarayos han comenzado a trabajar como peones en las haciendas de ganado y como funcionarios de las empresas madereras.

## Costumbres
Los guarayos poseen fiestas que marcan la época de la siembra y de la cosecha: son las llamadas mingas, que se caracterizan por la ingestión de grandes cantidades de bebidas fermentadas de maíz y mandioca. Cuando la bebida se acaba, comienzan los trabajos agrícolas. También muy fuerte en la cultura guaraya es la preservación de los vínculos familiares, aún con el intenso proceso de mestizaje que ha ocurrido a lo largo de los últimos siglos.

## Religión
Hasta hoy los guarayos preservan muchos elementos de la mitología guaraní, como la reverencia a determinados lugares considerados sagrados y la creencia en espíritus de los bosques, de los ríos, de los lagos y de los animales. Los guarayos conjugan esas creencias indígenas con el cristianismo que aprendieron de los franciscanos.